# Bermuda i olympiska sommarspelen 1992
Bermuda deltog i de olympiska sommarspelen 1992 med en trupp bestående av 20 deltagare, men ingen av landets deltagare erövrade någon medalj.

## Friidrott
Herrarnas tresteg
- Brian Wellman
  - Kval — 17,16 m
  - Final — 17,24 m (→ 5:e plats)

- Troy Douglas
- Clarence Saunders
- Dawnette Douglas

## Ridsport
- Suzanne Dunkley
- Nicola DeSousa
- Mary Jane Tumbridge

## Segling
- Raymond DeSilva
- Paula Lewin
- Blythe Walker
- Peter Bromby
- Paul Fisher
- Reid Kempe
- Jay Kampe